# Umberto Saba

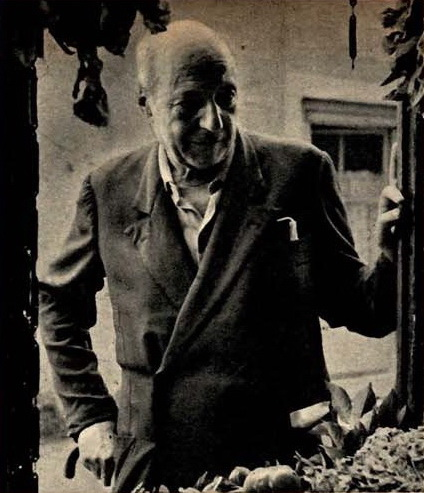
Umberto Saba, 1951

Umberto Saba (Triëst, 9 maart 1883 – Gorizia, 25 augustus 1957) was een Italiaanse dichter en schrijver.

## Jonge jaren als dichter
Umberto Saba werd in 1883 in de stad Triëst geboren als Umberto Poli, uit het huwelijk van een Joodse moeder en een katholieke vader. Het gezin valt al snel uit elkaar; Umberto en zijn moeder gaan inwonen bij een tante. Als jongen en jonge man had hij een verlegen en eenzaam karakter, met slechts een paar vrienden, onder wie de andere grote dichter uit Triëst Virgilio Giotti, met wie hij een sterke vriendschap ontwikkelde die tot in de jaren dertig zou duren.
Op jonge leeftijd schrijft Umberto zijn eerste gedichten, onder de titel Poesie dell’adolescenza e giovanili. In 1909 trouwt Saba met Lina Woelfler en elf maanden later wordt hun dochter Lina geboren. In hetzelfde jaar (1910) verschijnt Saba’s eerste gedichtenbundel, onder de eenvoudige titel Poesie. Hij gebruikt dan ook voor het eerst het pseudoniem Saba, wat het Hebreeuwse woord voor hetzij wel gevoed hetzij grootvader is.
Er volgen enkele bijdragen aan literaire bladen en een tweede bundel gedichten onder de titel Coi miei occhi (Met mijn ogen) wordt uitgegeven in 1913. Daarnaast schrijft Saba steeds meer proza, waaronder korte verhalen en artikelen in kranten.
In de Eerste Wereldoorlog dient Saba in het leger, maar hij krijgt steeds meer last van psychische klachten, waarvoor hij zelfs in een militair hospitaal wordt opgenomen. Als Triëst na de Eerste Wereldoorlog uit het Oostenrijks-Hongaarse Rijk wordt overgeheveld naar Italië, begint Saba een eigen boekhandel in deze stad.

## Beginnende literaire roem
Na de fascistische machtsovername en de Mars op Rome in 1922, wordt Saba steeds vaker door psychische crisissen overvallen. Desondanks komt het tot vriendschappen met schrijvers als Italo Svevo en Eugenio Montale. In 1929 volgt een diepgaande psychoanalyse volgens de methodes van Freud. Een van de resultaten van deze analyse is een intense verdieping van Saba’s poëtisch bewustzijn en kunnen.
De periode van de Tweede Wereldoorlog komt de halfjoodse Saba redelijk ongeschonden door: hij woont dan tijdelijk in Rome, waar hij o.a. bevriend raakt met Elsa Morante en Primo Levi. Vlak na de oorlog ontvangt hij een belangrijke prijs voor zijn literaire werk: de Premio Viareggio.
Na zijn terugkeer naar Triëst in 1948 lijdt Saba echter steeds meer aan psychische klachten. Dat verhindert anderen niet om hem met nieuwe literaire prijzen te eren: de Premio Taormina en de Premio delle Fondazione Novaro. In 1953 begint hij dan aan zijn langste kortverhaal: Ernesto. Hierin schetst hij een rauw en realistisch portret van een relatie tussen een jonge jongen en een oudere man. In datzelfde jaar volgt een eredoctoraat aan de Universiteit van Rome. 
Een kuur in de psychiatrische kliniek van Gorizia baat Saba niet: hij overlijdt op 25 augustus 1957 in deze stad en wordt daarna begraven in zijn geboortestad Triëst.

## Poëzie van Saba
De gedichten van Saba kenmerken zich door soms banale, soms uiterst verfijnde beeldentaal. Vaak vormen zijn dochter Lina of andere familieleden het onderwerp, maar hoogtepunten in zijn werk zijn de gedichten waarin hij zijn gevoelens ten aanzien van mannen uit.
Toen ik een vriend kreeg, heb ik hem geschreven 

als aan een liefste, en ik merkte dat - 

wat iedereen verborgen was gebleven 

behalve ons – ik een talent bezat.
Ik placht hem milde, wijze raad te geven 

cadeaus, waarin mijn vriendschap was vervat, 

en vaak zag ik de dageraad herleven 

op zijn gelaat, mooi als een rozenblad.
Zo graag had ik op dat geliefde hoofd 

met eigen hand de lauwerkrans gelegd 

en trots gezegd: ‘dit is mijn vriend.’ Het lot
Heeft niet voldaan aan wat het had beloofd. 

Misschien was mijn verwachting niet terecht. 

Hij was zo mooi en stralend als een god. 

(vertaling: Ike Cialona)